# Astrid Bärtschi
Astrid Bärtschi-Mosimann, née le 24 mai 1973 (originaire d'Eggiwil, Signau et Ostermundigen), est une personnalité politique bernoise, membre du Parti bourgeois-démocratique puis du Centre.
Elle est membre du Conseil-exécutif du canton de Berne depuis 2022, à la tête de la Direction des finances.

## Biographie
Astrid Bärtschi naît le 24 mars 1973. Elle est originaire de trois communes bernoises : Eggiwil, Signau et Ostermundigen.
Après une maturité de type latin-anglais obtenue en 1993 au gymnase de Bern-Kirchenfeld, elle fait des études de droit à l'Université de Berne. Elle y décroche une licence en 1998. Au terme de sa formation, elle dirige un bureau de traduction à Ittigen pendant 18 ans,.
Elle habite à Ostermundigen, est mariée et mère d'un enfant. Son époux dirige une entreprise de peinture à Wabern.
Ancienne cavalière de saut d'obstacles, elle fait encore de l'équitation pendant ses loisirs.

## Parcours politique
Elle adhère au Parti bourgeois-démocratique en 2010. Elle en devient secrétaire générale en 2017 et mène à ce titre la fusion en 2020 de son parti avec le Parti démocrate-chrétien pour former Le Centre, dont elle devient le chef de la communication,.
Elle est candidate au Grand Conseil du canton de Berne en 2014 et 2018 et au Conseil national en 2015 et 2019, mais n'est pas élue.
En juin 2021, elle est désignée candidate par son parti pour succéder à Beatrice Simon au gouvernement cantonal après que le favori, Reto Nause, membre de l'exécutif de la ville de Berne, a décidé de ne pas se présenter. Elle s'impose lors de cette élection interne par 77 voix contre 36 à Jan Gnägi. En décembre de la même année, elle est élue à la présidence du parlement d'Ostermundigen, où elle siège depuis janvier 2017.
Le 27 mars 2022, elle est élue au Conseil-exécutif du canton de Berne, arrivant en sixième position pour sept places, devant l'UDC sortant Christoph Neuhaus et distançant nettement son concurrent socialiste Erich Fehr (109 733 voix contre 87 765). Elle entre en fonction le 1er juin suivant, reprenant la Direction des finances.